# Antoni Tyszkowski
Antoni Tyszkowski (22. března 1825 – 8. května 1895 poblíž Přemyšlu) byl rakouský politik polské národnosti z Haliče, v 2. polovině 19. století poslanec Říšské rady.

## Biografie
Patřil do movitého polského šlechtického rodu. Byl veřejně a politicky aktivní. Od roku 1882 zastával funkci okresního starosty v Dobromylu. Byl rovněž poslancem Haličského zemského sněmu.
Působil taky jako poslanec Říšské rady (celostátního parlamentu Předlitavska), kde usedl v doplňovacích volbách roku 1882 poté, co zemřel Józef Tyszkowski. Reprezentoval kurii venkovských obcí v Haliči, obvod Přemyšl, Bircza atd. Slib složil 25. dubna 1882. Mandát obhájil v řádných volbách roku 1885. Složil slib 28. září 1885. V těchto volbách výrazně porazil rusínského kandidáta Sienkiewicze. Opětovně zde byl zvolen i ve volbách roku 1891. Poslancem byl až do své smrti roku 1895. Pak ho v parlamentu nahradil Paweł Tyszkowski. Ve volebním období 1879–1885 se uvádí jako rytíř Anton von Tyszkowski, statkář, bytem Trójca. Patřil mezi polské národní poslance. Reprezentoval parlamentní Polský klub.
Zemřel v květnu 1895.